# Municipio de Peru (condado de Morrow)
El municipio de Peru (en inglés: Peru Township) es un municipio ubicado en el condado de Morrow en el estado estadounidense de Ohio. En el año 2010 tenía una población de 1513 habitantes y una densidad poblacional de 24,98 personas por km².

## Geografía
El municipio de Peru se encuentra ubicado en las coordenadas 40°23′13″N 82°53′14″O / 40.38694, -82.88722. Según la Oficina del Censo de los Estados Unidos, el municipio tiene una superficie total de 60.56 km², de la cual 60,55 km² corresponden a tierra firme y (0,02 %) 0,01 km² es agua.

## Demografía
Según el censo de 2010, había 1513 personas residiendo en el municipio de Peru. La densidad de población era de 24,98 hab./km². De los 1513 habitantes, el municipio de Peru estaba compuesto por el 97,62 % blancos, el 0,66 % eran afroamericanos, el 0,33 % eran amerindios, el 0,13 % eran asiáticos, el 0,07 % eran de otras razas y el 1,19 % eran de una mezcla de razas. Del total de la población el 0,79 % eran hispanos o latinos de cualquier raza.